# El Alambrado
El Alambrado är en ort i Mexiko.   Den ligger i kommunen Centro och delstaten Tabasco, i den sydöstra delen av landet, 700 km öster om huvudstaden Mexico City. El Alambrado ligger 7 meter över havet och antalet invånare är 904.
Terrängen runt El Alambrado är mycket platt. Runt El Alambrado är det tätbefolkat, med 427 invånare per kvadratkilometer. Närmaste större samhälle är Tamulte de las Sabanas, 0,77 km öster om El Alambrado. Trakten runt El Alambrado består till största delen av jordbruksmark.